# Skatteforvridningsfaktor
Skatteforvridningsfaktoren angiver størrelsesordenen af den samfundsøkonomiske forvridning, som opkrævningen af skatter typisk vurderes at medføre i form af ændret økonomisk adfærd. Eksempelvis kan en skat på arbejdsindkomst påvirke befolkningens arbejdsudbud, ligesom beskatning kan forandre folks forbrugsmønster, opsparingsadfærd mv. Skatteforvridningsfaktoren anvendes ofte i samfundsøkonomiske konsekvensberegninger (cost-benefit-analyser) som et element på omkostningssiden. Tanken er, at et offentligt finansieret projekt på grund af skattefinansieringen vil medføre et vist samfundsøkonomisk efficienstab, og dette bør medregnes i den samlede kalkule over, hvorvidt det er en god ide at gennemføre det pågældende tiltag. Tiltaget bør kun gennemføres, hvis den forventede gevinst overstiger både de direkte omkostninger og de afledte ekstra samfundsøkonomiske omkostninger, der kommer fra et mere forvridende skattesystem. Skatteforvridningsfaktoren er et forsøg på at angive størrelsen af de sidstnævnte. I Danmark fastsætter Finansministeriet størrelsen af den forvridningsfaktor, der anvendes i offentlige cost-benefit-analyser. P.t. er størrelsen lig med 1,1. Det betyder, at man regner med, at forvridningstabet som følge af skattefinansieringen udgør en ekstra omkostning på 10 procent af de direkte omkostninger, der er forbundet med et projekt.

## Beregning af skatteforvridningstabets størrelse
Størrelsen af den samfundsøkonomiske forvridning ved at opkræve et lidt større beløb i skat omtales på engelsk som marginal cost of public funds (MCPF) eller somme tider blot marginal cost of funds (MCF). Beregningen heraf har været og er fortsat genstand for en række økonomfaglige diskussioner. Der findes derfor også en række forskellige bud på, hvor stort skatteforvridningstabet er. Det danske finansministeriums værdi på 1,2 stammer fra publikationen "Vejledning i udarbejdelse af samfundsøkonomiske konsekvensvurderinger" fra november 1999 og er fastsat som et skøn "på baggrund af estimater af de marginale efficiensomkostninger ved moms og beskatning af arbejdskraft i Danmark, samt resultater fra forskellige internationale undersøgelser".
Bl.a. skatteøkonomisk forsker og tidligere vismand professor Claus Thustrup Kreiner har ved forskellige lejligheder udtrykt skepsis overfor den traditionelle tilgang til måling af skatteforvridningsfaktoren. Han har argumenteret for, at den almindelige tilgang ikke i tilstrækkelig grad tager højde for de fordelingsmæssige hensyn, som er baggrunden for, at man normalt vælger forvridende skatter til at finansiere offentlige udgifter, og at man derfor ofte vil overvurdere skatteforvridningsfaktorens størrelse. Den samme tankegang er tidligere blevet udtrykt af bl.a. den amerikanske økonom Louis Kaplow.